# Умершие в апреле 2010 года
Это список известных людей, соответствующих установленным критериям значимости (см. Википедия:Критерии значимости персоналий), умерших в апреле 2010 года.
Причина смерти указывается лишь в исключительных случаях (убийство, самоубийство, гибель в результате военных действий, смертная казнь, ДТП или несчастные случаи). В остальных случаях — не указывается.

## Список
1 апреля
- Банников, Георгий Петрович (81) — заслуженный артист России, художественный руководитель Саратовского театра оперетты[1].
- Дзаннетакис, Дзаннис (82) — премьер-министр Греции (1989)[2].
- Маслюков, Юрий Дмитриевич (72) — член Политбюро ЦК КПСС (1989—1990), первый заместитель председателя Совета Министров СССР (1988—1990), первый заместитель Председателя Правительства Российской Федерации (1998—1999)[3].
- Робертс, Генри Эдвард (68) — «отец персонального компьютера»; воспаление лёгких[4].
- Форсайт, Джон (92) — американский актёр, двукратный обладатель премии «Золотой глобус». [www.kino-teatr.ru/kino/acter/hollywood/69418/bio/]

2 апреля
- Йоргенсен (Лингемарк), Пер (68) — датский велогонщик, чемпион Велоспорт на летних Олимпийских играх 1968 (1968) в командной гонке преследования[5] Архивная копия от 14 декабря 2012 на Wayback Machine.
- Копаев, Олег Павлович (72) — советский футболист, тренер, серебряный призёр чемпионата Европы в Испании (1964)[6].
- Анатолий Костюченко (78) — советский и российский ученый-математик, специалист в области функционального анализа[7].
- Хойер, Арне (81) — датский спортсмен, бронзовый призёр летних Олимпийских игр в Риме (1960) в гребле на каноэ-четвёрке на дистанции 500 м.[8] Архивная копия от 11 октября 2012 на Wayback Machine

3 апреля
- Маклеод, Роланд (74) — британский актёр[9]
- Тербланш, Юджин (69) — южноафриканский ультраправый политик; убит[10].

4 апреля
- Кук, Мэтт (22) — канадский следж-хоккеист, бронзовый призёр чемпионата мира, рак (2009)
- Мартин, Лори (62) — американская актриса[11].
- Рими, Абубакар (70) — нигерийский политик, губернатор штата Кано (1979—1983)[12].
- Хардин, Клиффорд (94) — министр сельского хозяйства США (1969—1971)[13].

5 апреля
- Катушев, Константин Фёдорович (82) — секретарь ЦК КПСС (1968—1977), заместитель председателя Совета Министров СССР (1977—1982), председатель ГКЭС СССР (1985—1988), министр внешних экономических связей СССР (1988—1991)[14].
- Пашаев, Давид Гусейнович (69) — президент Государственного российского Центра атомного судостроения, Герой Российской Федерации[15].
- Севастьянов, Виталий Иванович (74) — лётчик-космонавт СССР, дважды Герой Советского Союза, кандидат технических наук, заслуженный мастер спорта СССР, депутат Государственной Думы Федерального Собрания РФ первого — четвёртого созывов, член фракции КПРФ.
- Соколов, Виталий Григорьевич (78) — заместитель начальника космических средств Минобороны СССР — начальник управления эксплуатации (1986—1990), генерал-лейтенант в отставке[16].

6 апреля
- Добрынин, Анатолий Фёдорович (90) — дипломат, секретарь ЦК КПСС (1986—1988), посол СССР в США (1962—1986), Герой Социалистического Труда[17].
- Кэрролл, Эдди (76) — канадский актёр[18].
- Лавье, Рикардо (87) — аргентинский актёр[19].
- Нисикава, Кацуми (91) — японский кинорежиссёр[20].
- Обри, Джеймс (62) — британский актёр театра и кино[21].
- Пашаев, Давид Гусейнович (69) — советский и российский хозяйственный деятель, директор завода Севмаш (1988—2004)[22].
- Петрова, Мария Ивановна (68) — заслуженный тренер России, член президиума Всероссийской федерации лёгкой атлетики[23].
- Редгрейв, Корин (70) — британский актёр и общественный деятель[24].

7 апреля
- Кейзнов, Кристофер (66) — британский киноактер. [www.kino-teatr.ru/kino/acter/euro/65891/bio/]
- Кимура, Такуя (бейсболист) (37) — японский бейсболист, бронзовый призёр летних Олимпийских игр в Афинах (2004)[25].
- Оттович-Воловская, Ванда Павловна (75) — актриса Самарского академического театра драмы им. М. Горького, заслуженная артистка РСФСР. [www.kino-teatr.ru/kino/acter/sov/33535/bio/]
- Турчин, Валентин Фёдорович (79) ? — советский и американский физик и кибернетик, создатель языка Рефал и новых направлений в программировании и информатике[26].

8 апреля
- Ковачи, Аладар (77) — венгерский пятиборец, чемпион Олимпийских игр в Хельсинки (1952) в командном зачете[27].
- Краевский, Володар Викторович (83) — заслуженный деятель науки РФ, доктор педагогических наук, профессор, действительный член Российской Академии образования[28].
- Кунце, Андреас (57) — германский актёр[29].
- Макларен, Малькольм (64) — британский музыкант и продюсер, бывший менеджер группы Sex Pistols; рак[30].
- Музорева, Абель Тендекайи (85) — премьер-министр Зимбабве-Родезии (1979)[31].
- Перес Грилло, Грасиела (94) — американская джазовая исполнительница[32].
- Пруст, Жан-Поль (70) — государственный министр (глава правительства) Монако (2005—2010)[33].
- Схолтен, Тедди (83) — нидерландская эстрадная исполнительница, победительница конкурса Евровидение-1959[34].
- Флю, Энтони (87) — британский философ[35].

9 апреля
- Варга, Золтан (65) — венгерский футболист и тренер, чемпион Олимпийских игр в Токио (1964)[36].
- Васильева, Любовь Григорьевна (71) — актриса Амурского театра драмы, народная артистка РСФСР[37].
- Жуков, Олег Иванович (89) — советский футболист (1943—1958), первый главный тренер (1963) львовских «Карпат»[38].
- Иноуэ, Хисаси (74) — японский писатель и драматург. Президент японского отделения ПЕН-клуба (2003—2007)[39].
- Манджаротти, Дарио (94) — итальянский фехтовальщик, олимпийский чемпион Игр в Хельсинки (1952) в командном зачёте, 5-кратный чемпион мира (1937, 1949 (2), 1950, 1953)[40].
- Рамсботем, Питер (90) — губернатор Бермудских островов (1977—1980)[41].
- Даниэл Роберт де Жезус (28) — бразильский футболист, нападающий.
- Шехтер, Татьяна Ефимовна (63) — российский искусствовед[42].
- Юст, Меир (101) — главный раввин Амстердама на протяжении 45 лет[43].

10 апреля
- Денисов, Анатолий Алексеевич (75) — народный депутат СССР, председатель Комиссии Верховного Совета СССР по вопросам депутатской этики[44].
- Картер, Дикси (70) — американская актриса[45].
- Лия Либерова (61) — русский литератор (поэт, прозаик, драматург), переводчица.
- Уолкер, Уильям (78) — американский оперный певец[46].
- Погибшие в авиакатастрофе Ту-154 в Смоленске[47]:
  - Агацкая-Индецкая, Йоанна (45) — председатель Главного адвокатского совета Польши (с 2007).
  - Бласик, Анджей (47) — генерал брони, командующий ВВС Польши (с 2007).
  - Бохенек, Кристина (56) — вице-маршал Сената Польши (с 2007).
  - Бук, Тадеуш (49) — дивизионный генерал, командующий Сухопутными войсками Польши (с 2009), в 2007—2009 — командир польской дивизии в Ираке.
  - Валентынович, Анна (80) — профсоюзный деятель, активист профсоюза «Солидарность».
  - Вассерман, Збигнев (60) — депутат Сейма Польши, бывший министр-координатор работы спецслужб (2005—2007).
  - Выпых, Павел (42) — заместитель руководителя Канцелярии президента Польши (с 2009), руководитель службы социального обеспечения Польши в 2007, советник президента в 2007—2009.
  - Генсицкая, Гражина (58) — польский социолог и политик, министр регионального развития Польши (2005—2007).
  - Гилярский, Казимеж (54) — бригадный генерал, командующий варшавским гарнизоном (с 2006).
  - Гонгор, Франтишек (58) — глава Генштаба Польши (с 2006).
  - Госевский, Пшемыслав (45) — депутат Сейма, председатель парламентского клуба партии «Право и Справедливость», заместитель председателя правительства Польши в 2006—2007.
  - Дольняк, Гжегож (50) — депутат Сейма (с 2001), был руководителем предвыборного штаба партии «Гражданская платформа» на выборах в Европарламент (2007), руководителем парламентской комиссии по вопросам безопасности и общественного порядка (2005—2007).
  - Зайонц, Станислав (60) — депутат Сената Польши (с 2008), адвокат, председатель парламентского клуба партии «Право и Справедливость» в Сенате.
  - Закженский, Януш (74) — польский актёр театра и кино. [www.kino-teatr.ru/kino/acter/euro/176823/bio/]
  - Казана, Мариуш (49) — руководитель службы дипломатического протокола МИД Польши (с 2008)
  - Карвэта, Анджей (51) — вице-адмирал, главнокомандующий ВМФ Польши (с ноября 2007).
  - Карпинюк, Себастиан (37) — депутат польского Сейма от партии «Гражданская платформа» (с 2007).
  - Качиньская, Мария Хелена (67) — супруга президента Польши Леха Качиньского.
  - Качиньский, Лех Александр (60) — президент Польши (с 2005)[48].
  - Качоровский, Рышард (90) — последний президент Польши в изгнании (1989—1990)[49].
  - Квятковский, Бронислав (49) — генерал брони, глава оперативного командования польских Вооружённых сил (с 2007), в 2006—2007 — командир польской дивизии в Ираке.
  - Коморницкий, Станислав (Налэнч-Коморницкий) (85) — бригадный генерал в отставке, военный мемуарист, канцлер ордена Virtuti Militari.
  - Коморовский, Станислав Ежи (56) — польский политик, дипломат, физик, заместитель министра иностранных дел (2005—2007), заместитель министра обороны Польши (с 2007).
  - Кохановский, Януш (69) — уполномоченный по правам человека Польши (с 2006).
  - Кремер, Анджей (48) — заместитель министра иностранных дел Польши (с 2008).
  - Крупский, Януш (58) — руководитель государственного Управления по делам комбатантов и репрессированных лиц (с 2006).
  - Куртыка, Януш (49) — доктор исторических наук, президент Института национальной памяти Польши (с 2005).
  - Меляк, Стефан (63) — председатель Катынского комитета (с 1989), журналист.
  - Мерта, Томаш (44) — заместитель министра культуры и национального наследия Польши, руководитель службы охраны памятников (с 2005).
  - Мирон (Ходаковский) (52) — архиепископ Гайновский (с 2008), бригадный генерал (с 1998), православный ординарий Войска Польского, доктор богословия[50].
  - Нуровский, Пётр (64) — президент национального Олимпийского комитета Польши (с 2005).
  - Пильх, Адам (44) — полковник, заместитель лютеранского епископа Войска Польского с 1999 (с 2009 исполнял обязанности епископа).
  - Плажиньский, Мацей (52) — депутат Сейма Польши, президент ассоциации «Польское Общество» (с 2008), бывший маршал Сейма Польши (1997—2001).
  - Плоский, Тадеуш (54) — дивизионный генерал, полевой епископ Войска Польского (с 2004).
  - Потасиньский, Влодзимеж (53) — дивизионный генерал, командующий войсками спецназначения Польши (с 2007).
  - Путра, Кшиштоф (52) — вице-маршал Сейма (с 2007)[50].
  - Румянек, Рышард (62) — ректор Университета имени кардинала С.Вышинского(Варшава) (с 2005), профессор богословия, прелат.
  - Сариуш-Скомпский, Анджей (72) — председатель Федерации катынских семей (c 2006).
  - Скшипек, Славомир (46) — глава Народного банка (Центробанка) Польши (с 2007), председатель Монетарного совета.
  - Стасяк, Владислав (44) — глава Канцелярии президента Польши (с 2009), бывший министр внутренних дел (2007), шеф Бюро национальной безопасности (2006, 2007—2009).
  - Фетлиньская, Янина (57) — депутат Сената Польши (с 2005) от партии «Право и Справедливость», доктор медицинских наук.
  - Хандзлик, Мариуш (44) — заместитель руководителя (undersecretary) Канцелярии президента Польши (с 2008).
  - Шиманек-Дереш, Йоланта (55) — депутат Сейма, бывший руководитель Канцелярии президента А. Квасьневского (2000—2005).
  - Шмайдзиньский, Ежи (58) — вице-маршал Сейма Польши (с 2007), бывший министр обороны (2001—2005), кандидат в президенты на выборах 2010 года от союза левых сил.
  - Щигло, Александр (46) — глава Бюро национальной безопасности Польши (с 2009), бывший глава Канцелярии президента (2006—2007), министр обороны в 2007.
  - Яруга-Новацкая, Изабелла (59) — депутат Сейма, в 2004—2005 министр социальной политики, заместитель председателя правительства Польши.

11 апреля
- Буате, Жан (76) — французский пловец, чемпион Олимпийских игр в Хельсинки (1952) на дистанции 400 м вольным стилем[51].
- Дрейвс, Виктория (85) — американская спортсменка, прыгунья в воду. Двукратная олимпийская чемпионка Игр в Лондоне (1948) в прыжках в воду с 3-метрового трамплина и 10-метровой вышки[52].
- Ценова, Юлия (61) — болгарский композитор, рак[53].

12 апреля
- Бисутти, Мария Аурелия (79) — аргентинская актриса[54].
- Палито (75) — филиппинский актёр[55].
- Паунд, Роберт (90) — американский физик, соавтор эксперимента Паунда и Ребки[56].
- Хуниеху, Эдвард — политический деятель Соломоновых Островов, министр[57].
- Хэскелл, Питер (75) — американский актёр[58].
- Чувашов, Эдуард Владимирович (47) — судья судебной коллегии по уголовным делам первой инстанции Московского городского суда; убийство[59].
- Шрётер, Вернер (65) — немецкий режиссёр театра и кино, сценарист, кинооператор[60].

13 апреля
- Гомелаури, Николоз (39) — грузинский актёр, рак лёгких[61].
- Джоги, Сантош (35) — индийский актёр[62].
- аль-Райис, Нахид (73)— палестинский политический деятель и поэт, министр юстиции (2003—2004)[63].
- Фураев, Юрий Петрович (73) — заслуженный тренер СССР по волейболу[64].

14 апреля
- Араратян, Арташес Левонович (83) — артист Санкт-Петербургского театра музыкальной комедии, заслуженный артист России. [www.kino-teatr.ru/teatr/acter/m/ros/240479/bio/]
- Ковалёв, Юрий Яковлевич (73) — представитель в Совете Федерации Государственной Думы Томской области — законодательного органа государственной власти (2001—2007); инсульт[65].
- Миллер, Алис (87) — швейцарский психолог и писательница[66].
- Михальцев, Игорь Евгеньевич (86) — российский ученый-океанолог[67].
- Питер Стил (48) — лидер дум-метал-группы Type O Negative[68].
- Поупко, Барух (92) — американский раввин российского происхождения, один из первых защитников прав советских евреев[69].
- Тайтаков, Николай Михайлович (61) — первый заместитель председателя Правительства Республики Алтай (2002—2006)[70].
- Цеманн, Герхард (70) — австрийский актёр театра и кино. [www.kino-teatr.ru/kino/acter/m/euro/175138/works/]

15 апреля
- Адыгезалов, Тельман (56) — Народный артист Азербайджана[71]
- Бейлин, Михаил Абрамович (88) — советский шахматист.
- Брубэйкер, Роберт (93) — американский актёр[72].
- Вианелло, Раймондо (87) — итальянский актёр[73].
- Патаки, Майкл (72) — американский актёр[74].
- Херер, Джек (70) — видный деятель мирового антипрогибиционистского движения[75].
- Хукс, Бенджамин (86), активист борьбы за права человека, директор Национальной ассоциации содействия прогрессу цветного населения (1977—1992)[76].

16 апреля
- Конрад, Сид (86) — американский актёр[77].
- Лозицкая, Людмила Алексеевна (85) — актриса Пензенского областного драматического театра имени А. В. Луначарского, народная артистка РСФСР. [www.kino-teatr.ru/teatr/acter/ros/270248/bio]
- Немцов, Григорий Владимирович (62) — вице-мэр Даугавпилса, лидер партии «Народ Латгалии», убийство[78].
- Ноер, Мухаммад (92) — индонезийский политик, губернатор провинции Восточная Ява (1967—1976)[79].
- Прахалад, Коимбатур Кришнарао (69) — эксперт в области менеджмента, профессор корпоративной стратегии и международного бизнеса в Мичиганском университете[80].
- Терещенко, Геннадий Фёдорович (68) — российский ученый-химик, академик РАН, заместитель председателя Санкт-Петербургского Научного центра РАН, член Президиума РАН, первый заместитель министра науки и технологий РФ (1998—2000)[81].
- Франки, Карлос (88) — кубинский писатель и политик, бывший соратник Фиделя Кастро Автор книг «Retrato de Familia con Fidel» (Семейный портрет с Фиделем) и «Diario de la Revolución Cubana» (Дневник кубинской революции)[82].
- Шпидлик, Томаш (90) — чешский кардинал. Крупный католический специалист по православию[83].

17 апреля
- Аллен, Диди (86) — американский монтажёр[84].
- Куяте, Сотиги (74) — актёр Буркина-Фасо[85].
- Мацек, Карл (58) — американский сценарист, режиссёр и продюсер анимационного кино, новатор жанра[86].
- Робайна, Алехандро (91) — кубинский табаковод, имя которого носит одна из марок сигар[87].

18 апреля
- Адамс,Майк (60) — американский актёр[88].
- Абу Абдуллах аль-Рашид аль-Багдади — иракский террорист, убит[89].
- Абу Айюб аль-Масри — иракский террорист, убит[89]. (недоступная ссылка)
- Бисцилиа, Пол (81) — французский актёр[90].
- Винси, Жан (75)— французский актёр. [www.kino-teatr.ru/kino/acter/euro/177334/works/]
- Клиффорд, Девон (30) — барабанщик данс-панк группы You Say Party! We Say Die!; кровоизлияние в мозг[91].
- Свифт, Аллен (86) — американский актёр[92]
- Флеминг, Том — британский актёр[93].
- Ятес, Уильям (88) — администратор острова Рождества (1982—1983)[94].

19 апреля
- Бернал, Хосе (85) — кубинский художник[95].
- Бородай, Василий Захарович (92) — скульптор, народный художник СССР (1977), действительный член Академии художеств СССР (1973)[96].
- Валеро, Эдвин (28) — венесуэльский чемпион мира по боксу по версии WBA в лёгком весе; самоубийство[97].
- Кейрабади, Хамидех (85) — иранская актриса[98].
- Сараев, Владимир Зосимович (73) — советский футболист, защитник, игрок сборной СССР, чемпион СССР (1965)[99].
- Шизерс, Джордж Гарри (80) — американский писатель-фантаст, фэн, редактор и издатель, четырёхкратный обладатель премии Хьюго[100].
- Элам «Guru» Кит (43) — рэпер, основатель группы Gang Starr; рак[101].

20 апреля
- Бартов, Аркадий Анатольевич (69) — российский писатель[102].
- Генина, Лиана Соломоновна (79) — российский музыковед, музыкальный критик, зам. главного редактора журнала «Музыкальная академия»[103].
- Деймек Пётр (56) — польский актёр и кинопродюсер. [www.kino-teatr.ru/kino/acter/m/euro/214320/bio/]
- Дуарте, Фернандо Хойя (?) — колумбийский генерал, командующий объединенными силами особого назначения министерства обороны. Погиб при столкновении двух вертолетов[104].
- Егоренкова, Валентина Викторовна (64) — российская актриса, артистка Санкт-Петербургского академического театра имени Ленсовета. [www.kino-teatr.ru/kino/acter/w/ros/1403/bio]
- Наткин, Роберт (79) — американский художник-абстракционист[105].
- Уайлдер, Майлс (77) — американский сценарист[106].
- Хайт, Дороти (98) — американская правозащитница, боровшаяся за права афроамериканских женщин, награждённая Президентской медалью Свободы (1994) и Золотой медалью Конгресса США (2004)[107].

21 апреля
- Бэрд, Сэмми (79) — шотландский футболист, игрок национальной сборной (1956—1958), участник чемпионата мира 1958[108].
- Наталья Гусева (96) — советская и российская писательница, драматург, индолог, историк и этнограф; доктор исторических наук.
- Самаранч, Хуан Антонио (89) — президент МОК (1980—2001); сердечная недостаточность[109].
- Биту, Жан ле[фр.](61) — французский журналист, сооснователь журнала «Le Gai Pied», гей-активист[110][111].
- Харрис, Уитни (97) — американский прокурор, последний из живых участников Нюрнбергского процесса над бывшими руководителями гитлеровской Германии[112].

22 апреля
- Альварес, Эмилио Вальтер (71) — уругвайский футболист, игрок национальной сборной (1960—1967)[113].
- Бараташвили, Гиви (80) — грузинский сценарист и актёр. [www.kino-teatr.ru/kino/acter/unprof/m/post/263771/bio/]
- Вервурт, Энн (33) — бельгийская певица (Milk Inc.)[114].
- Виноград, Артур (90) — американский виолончелист и дирижёр[115].
- Лика Добрянская (42) — российская актриса театра и кино; СПИД[www.kino-teatr.ru/kino/acter/w/ros/1297/bio/]
- Кузин, Валерий Иванович (67) — заместитель генерального директора павильона ВВЦ; руководитель Комитета по внешнеэкономической деятельности Москвы (1996—2007); убийство[116]
- Маруланда, Лина (29) — колумбийская теле и радио ведущая, фотомодель и актриса[117].
- Нюренберг, Виктор (79) — люксембургский футболист, трёхкратный (1952, 1956, 1959) чемпион Франции по футболу[118].
- Эмброуз Олсен (24) — американский фотомодель; самоубийство[119].

23 апреля
- Балабан, Ян (49) — чешский писатель, переводчик, эссеист[120].
- Даффин, Шей (79) — американский актёр[121].
- Краснецкий, Иван Михайлович (64) — советский и украинский футболист, тренер по футболу.
- Лаврова, Наталья Александровна (25) — первая двукратная олимпийская чемпионка по художественной гимнастике в Сиднее (2000) и Афинах (2004) (групповые упражнения), Заслуженный мастер спорта России (2000), тренер сборной России; автокатастрофа[122].
- Литвинов, Борис Васильевич (80) — советский и российский ученый в области атомной науки и техники, академик РАН, Герой Социалистического Труда[123].
- Слюсарев, Александр Александрович (65) — российский фотограф, классик современной фотографии[124].
- Сринат (52) — индийский актёр[125].
- Хайдеман, Гюнтер (77) — западногерманский боксёр, бронзовый призёр Олимпийских игр в Хельсинки (1952)[126].

24 апреля
- Дьяконов, Юрий Александрович (91) русский советский писатель-прозаик.
- Семион, Войцех (81) — польский актёр[127].
- Слонимский, Яков Михайлович — известный крымский педагог-новатор и общественный деятель.
- Уирц, Уильям Уилард (98) — министр занятости США (1962—1969)[128].
- Шефер, Пауль (88) — диктатор колонии «Дигнидад» в Чили[129].

25 апреля
- Бессала, Жозеф (69) — камерунский Силлитоу, Аланбоксер, серебряный призёр Олимпийских игр в Мехико (1968)[130].
- Ловенштайн, Лео (43) — немецкий автогонщик; отравление газом в результате аварии в ходе гонки[131].
- Игошин, Владимир Александрович (64) — старший тренер хоккейной команды «Крылья Советов» (1981—1982), исполнительный директор Российской Хоккейной Лиги (1993—1997)[132]..
- Клещёв, Константин Александрович (74) — доктор геолого-минералогических наук, профессор, Генеральный директор ФГУП «ВНИГНИ»[133].
- Провайн, Дороти (75) — американская актриса[134].
- Силлитоу, Алан (82) — английский писатель[135].
- Соколов, Олег Михайлович (74) — доктор химических наук, профессор, ректор Архангельского государственного технического университета (1987—2006)[136].

26 апреля
- Вшивцев, Юрий Михайлович (70) — советский футболист, игрок московского «Динамо» (1962—1968)[137].
- Гуи, Луиджи (95) — министр обороны (1968—1970) и министр внутренних дел Италии (1974—1976)[138].
- Даниил (78) — епископ Ирийский, викарий Председателя Архиерейского Синода Русской Православной Церкви Заграницей по окормлению единоверцев[139].
- Нариньяни, Александр Семёнович (72) — советский и российский учёный, ведущий специалист в области искусственного интеллекта, директор российского НИИ искусственного интеллекта[140].
- Рау, Прабха (75) — индийский политик, губернатор штата Раджастхан (c 2009), губернатор штата Химачал-Прадеш (2008—2010)[141]. Архивная копия от 11 августа 2011 на Wayback Machine
- Сарно, Джозеф (89) — американский сценарист и режиссёр[142].

27 апреля
- Пезешкиан, Носсрат (76) — немецкий невролог, психиатр и психотерапевт иранского происхождения. Основатель позитивной психотерапии[143] Архивная копия от 2 мая 2010 на Wayback Machine.
- Пресняков, Александр Васильевич (92) — лётчик-торпедоносец, участник Великой Отечественной войны, генерал-майор авиации, Герой Советского Союза.
- Санчес, Армандо (57) — филиппинский политик, губернатор провинции Батангас (1998—2007)[144].

28 апреля
- Вэлз, Ян (52) — гайянский драматург, сценарист. режиссёр и актёр[145].
- Гродзеньская, Стефания (93) — польская сценаристка, актриса. конферансье, автор песен для сатирических театров, кабаре, радио и телевидения. [www.kino-teatr.ru/kino/screenwriter/euro/239811/bio/]
- Любовь Зотикова (85) — омский художник, живописец, график.
- Оскоцкий, Валентин Дмитриевич (78) — российский литературный критик, главный редактор газеты «Литературные вести»[146].
- Свистунов, Сергей Павлович (90) —актёр Академического Малого драматического театра (с 1946 г.). Заслуженный артист РСФСР. [www.kino-teatr.ru/kino/acter/sov/17589/bio]
- Скарпелли, Фурио (90) — итальянский киносценарист[147].
- Сухарев, Вениамин Платонович (71) — генеральный директор ООО «Лукойл-Пермнефтеоргсинтез» (1987—2003), народный депутат России (1990—1993)[148].

29 апреля
- Александров, Илья Анатольевич (35) — вокалист групп Trizna и Фактор страха; сердечный приступ[149].
- Ариха, Авигдор (81) — израильский живописец, график, книжный оформитель[150].
- Уильямсон, Одри (83) — британская легкоатлетка, серебряный призёр летних Олимпийских игр в Лондоне (1948) в беге на 200 м.[151]
- Каюмов, Малик Каюмович (98) — узбекский советский режиссёр и оператор документального кино, народный артист СССР[152].
- Комарова, Галина Васильевна (67) — советская и российская киноактриса. [www.kino-teatr.ru/kino/acter/w/ros/7172/bio/]
- Сергеев, Константин Фёдорович (78) — советский российский ученый-геолог, член-корреспондент РАН, почётный гражданин Сахалинской области[153].

30 апреля
- Андо, Тодахиро (69) — японский политик, губернатор префектуры Миядзаки (2003—2006)[154].
- Гонзалес, Кармелита (81) — мексиканская актриса[155].
- Гуриненко, Пётр Владимирович (86) — советский и украинский писатель-прозаик.
- Дильбази, Амина Паша кызы (90) — советская азербайджанская танцовщица, народная артистка Азербайджанской ССР[156].
- Фрагелли, Хосе (95) — бразильский политик, губернатор штата Мату-Гросу (1970—1974), президент сената (1985—1987)[157].
- Майер, Пауль Августин (98) — немецкий куриальный кардинал, секретарь Конгрегации по делам Религиозных и Светских Институтов (1971—1984)[158].
- Филиппов, Александр Иванович (85) — Герой Советского Союза.
- Эстаделла, Хорди (61) — испанский актёр[159].